# نمنمة جنية بيضاء الجناح
نمنمة جنية بيضاء الجناح ( Malurus leucopterus ) هو نوع من [ [ الجواثم]] الطيور في صعوية أسترالية أسرة صعوية أسترالية. أنه يعيش في المناطق الأكثر جفافا في وسط أستراليا، من وسط كوينزلاند و جنوب أستراليا عبر إلى أستراليا الغربية. مثل الجنية رين أخرى، تميزت هذه الأنواع يعرض إزدواج الشكل الجنسي و أحد أو أكثر من الذكور من فئة اجتماعية تنمو ريش ذات الألوان الزاهية خلال موسم التكاثر. الأنثى هي البني الرملي مع الضوء الأزرق ريش الذيل، فهو أصغر من الذكر، والتي، في تربية ريش، له جسم الزرقاء المشرقة، ومشروع قانون أسود، والأجنحة البيضاء. الشباب الذكور الناضجة جنسيا لا يمكن تمييزها تقريبا من الإناث والذكور غالبا ما تكون التربية. بقوات خرافية النمنمة الأبيض الجناحين في فصلي الربيع والصيف لديه الأكبر سنا من الذكور الملونة الزاهية يرافقه والطيور الصغيرة البني غير واضحة، وكثير منها وشملت أيضا هم من الذكور. ثلاثة السلالة و معترف بها. وبصرف النظر عن السلالة البر الرئيسى، تم العثور على واحد على [ [ ديرك هارتوغ جزيرة]]، وآخر في جزيرة بارو، قبالة ساحل غرب أستراليا. الذكور من هذه الجزر لديها الأسود بدلا من اللون الأزرق تربية ريش.
الأبيض الجناحين الجنية رين أساسا يأكل الحشرات، المكمل هذا مع الفواكه الصغيرة والبراعم ورقة. ذلك يحدث في البور والاحراش القاحلة، حيث توفر الشجيرات المنخفضة غطاء. مثل النمنمة الخيالية الأخرى، بل هو أنواع [تربية تعاونية] []، ومجموعات صغيرة من الطيور الحفاظ والدفاع عن الأراضي على مدار السنة. مجموعات تتكون من اجتماعيا بزوجة واحدة الزوج مع عدة عصافير المساعد الذي يساعد في رفع الشباب. هذه هي المساعدين النسل وهذا يتحقق النضج الجنسي ولكن تبقى مع المجموعة العائلية للسنة أو أكثر بعد الوليدة. وإن لم يكن تتأكد بعد وراثيا، قد الأبيض الجناحين الجنية رين تكون الاختلاط والمساعدة في رفع الشباب من أزواج الأخرى. كجزء من عرض الخطوبة، والنمنمة الذكور العزوم بتلات الزهور من ويعرضها للطيور الإناث.

## التصنيف
وقد تم جمع عينة من نمنمة جنية بيضاء الجناح أول مرة من قبل الفرنسية، الطبيعة و Jean René Constant Quoy و Joseph Paul Gaimard في سبتمبر 1818، هو لويس دي فرايسينيه في رحلة حول نصف الكرة الجنوبي. فقد عينة في غرق سفينة، ولكن لوحة بعنوان Mérion leucoptère من قبل جاك أراغو نجا وأدت إلى وصف الطائر في عام 1824 من قبل عالم الطيور الفرنسي Charles Dumont de Sainte-Croix. وقد اشتق اسم لأنواع من اليونانية القديمة فكي 'البيضاء' وpteron' 'الجناح'.
كانت العينة الأصلية للسلالات الأسود من  جزيرة ديرك هارتوغ، الذي لم يسجل مرة أخرى لمدة 80 عاما. وفي الوقت نفسه، تم اكتشاف السلالة على نطاق واسع والأزرق كما هو موضح نوعين منفصلين من قبل  جون غولد في عام 1865. دعوا عينة واحدة جمعها من الداخلية نيو ساوث ويلز، والأبيض الجناحين هازجة رائع،  m. cyanotus ، في حين آخر، والتي ظهرت ل ديهم الخلفية البيضاء والأجنحة، وصفت بأنها m. leuconotus ، و رائع دخلة المدعومة الأبيض. لم يكن حتى أوائل القرن 20th أن تم العثور على كل من هذه الأشكال البر الرئيسى الأزرق ل يكون من نوع واحد. جورج ماك، عالم الطيور من المتحف الوطني فيكتوريا يعتبر اسم محددة leuconotus  إلى الأسبقية في كتابه تنقيح 1934 من جنس، وأكثر من ذلك وقد تلاه الدراسات الحديثة حذوها. منطقة الظهر بين الكتفين هو في الحقيقة عارية، مع الريش التي تنشأ من منطقة الكتف ( الثوب ) و اكتساح الداخل في أنماط مختلفة. هذا الاختلاف الخلط بين الطبيعة الأوائل الذين وصفت الأنواع المدعومة من الأبيض والأزرق المدعومة.